# Annecy

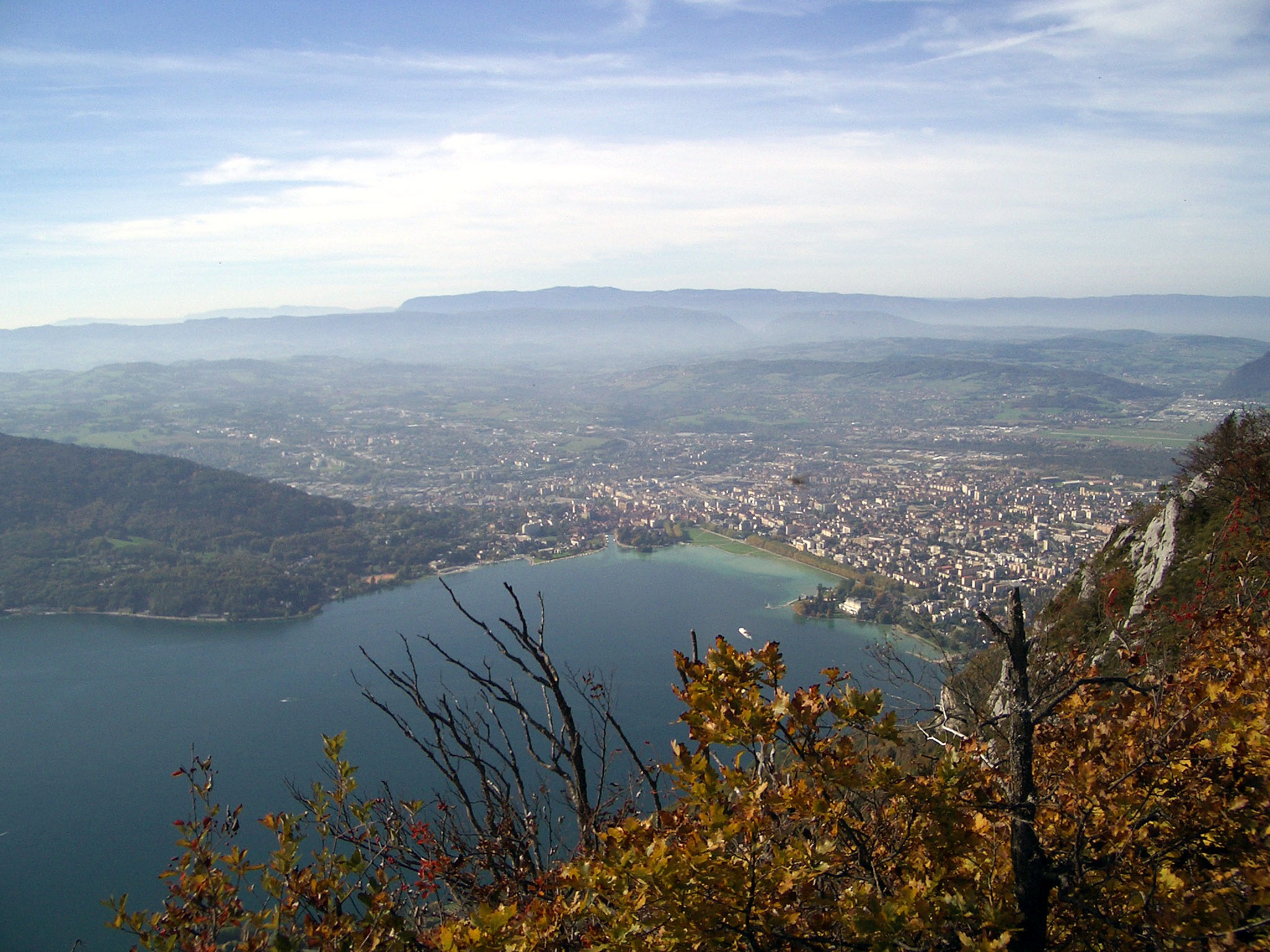
Annecysjön.

Annecy är en stad och kommun i Frankrike, belägen i departementet Haute-Savoie i regionen Auvergne-Rhône-Alpes. Kommunen Annecy hade 124 401 invånare (2014). Staden kallas ibland för "Alpernas Venedig" då den liknar Venedig med sina kanaler som går igenom staden.

## Geografi
Annecy ligger norr om Annecysjön (Frankrikes näst största sjö) vid den lilla floden Thious utlopp, omkring 40 kilometer söder om Genève. Staden har ett strategiskt läge på Alpernas västra sida mellan bergsmassiven Bornes och Bauges, på gränsen mellan Frankrike och Schweiz.
Söder om Annecy finns sjön och Semnozmassivets stora urskogar, väster om staden ligger regionen Albannais, i norr ett stort slättland som idag är helt urbaniserat, och i öst Annecy-le-Vieux sluttningar som utmynnar i Veyrierberget och Glièresplatån. Stadens centrum ligger på 448 meter över havet.

## Administration
Annecys "storstadsområde" (Communauté de l'agglomération d'Annecy) består av 13 kommuner med sammanlagt 140 865 invånare (2010). Staden är huvudort för tre kantoner:
- Annecy-Centre som består av en del av Annecy och har 15 344 invånare.[när?]
- Annecy-Nord-Est som också består av en del av Annecy och har 19 344 invånare.
- Annecy-Nord-Ouest, förutom en del av Annecy består av kommunerna La Balme-de-Sillingy, Choisy, Épagny, Lovagny, Mésigny, Metz-Tessy, Meythet, Nonglard, Poisy, Sallenôves och Sillingy. Sammanlagt 44 164 invånare.

## Historia
Annecy ligger precis mitt emellan Genève och Chambéry och dess historia från 900-talet till 1300-talet är starkt påverkad av dessa två städers historia. Annecy lydde under Grevskapet Genève och blev dess huvudstad då grevarna slängdes ut ur sin huvudstad på 1200-talet efter strider med biskoparna.
Efter att familjen de Genève dött ut 1394 (dess siste representant blev motpåven Clemens VII) integrerades grevskapet med huset Savojens ägor 1401. 1444 upphöjdes det till ett av Savojens apanage och Annecy blev huvudorten i den region som omfattade deras ägor Genevois, Faucigny och Beaufortain. Efter kalvinismens seger i Genève på 1500-talet flyttade biskopsstiftet och de katolska ordnarna till Annecy 1535. Staden blev motreformationens huvudstad under ledning av Frans av Sales.
Under franska revolutionen och napoleontiden blev Annecy en del av departementet Mont-Blanc, vars huvudort var Chambéry. Under restaurationen blev staden åter en av huset Savojens ägor. När Savojen åter blev en del av Frankrike 1860 blev Annecy huvudort i det nya departementet Haute-Savoie.

## Kultur
I början av juni varje år hålls Annecys internationella festival för animerad film och i början av oktober Annecys italienska filmfestival. I början av augusti varje år hålls la fête du lac som firas med en massa fyrverkerier.

## Ekonomi
Annecysjöns norra strand har varit bebodd åtminstone sedan 3100 f.Kr. och staden Annecy, som då hette Boutae, var under romersk tid ett mindre samhälle (omkring 50 f.Kr.). Då det romerska riket föll samman gjorde de stora barbarinvasionerna att staden gick under och den del av befolkningen som överlevde tog sin tillflykt till Annecy-le-Vieuxs sluttningar.
Floden Thious stränder blev från 1100-talet platsen för intensiv hantverkverksamhet och från och med slutet av 1600-talet blev staden ett viktigt kommersiellt centrum och en viktig industristad genom vattenkraften i Thiou och flera innovativa entreprenörer. Industristaden Annecy fortsatte att blomstra under 1900-talet, något man lyckats kombinera med stadens nya roll som alpnära turistort.

## Sport
Orten har arrangerat världscuptävlingar i skidskytte ett antal gånger. Annecy ansökte även om att få arrangera Vinter-OS 2018.

## Monument
I Annecy finns flera av Frankrikes mest berömda monument och mest betydelsefulla platser:
- Palais de l'Isle eller vieilles prisons från 1100-talet återfinns i stadens vapen och är en av Frankrikes mest fotograferade byggnader.
- Château d'Annecy, Grevarna av Genèves och hertigarna av Genevois-Nermours (en gren av huset Savoie) gamla residens från 1100–1500-talet som idag rymmer Konservatoriet och ett lokalkontor för organisationen som skyddar alpsjöarna.
- Katedralen Saint-Pierre i Annecy från 1500-talet som senare dedicerades till Frans av Sales. I katedralen finns många barockkonstverk och en orgel från 1300-talet.
- Rue Sainte-Claire med sina romantiska valv från 1600- och 1700-talen.
- Rue Royale med sina butiker, trädgårdar, fontänen Puits Saint-Jean som alltid har varit Annecys kommersiella och politiska centrum.
- Atelier monétaire du Genevois som i dag rymmer Annecys historiska museum.
- Den sengotiska kyrkan Saint-Maurice från 1400-talet med sina intressanta målningar från 1400-talet och 1500-talet.
- Europaträdgårdarna med sin mycket varierade flora som uppfördes 1863 precis efter att Savojen åter blev en del av Frankrike.
- Vannes du Thiou, "Slussarna i Thiou", ett mycket avancerat slussystem som kontrollerar vattennivån i Annecysjön. Systemet uppfördes av Sadi Carnot innan han blev Frankrikes president.
- Le Pont des Amours, "Kärleksbron", den berömda bron med sina romantiska omgivningar, är ett framstående exempel på gjutjärnsarkitekturen från början av 1900-talet.
- Impérial Palace från 1913 med sitt unika läge, sina trädgårdar, sina stränder och sitt kasino.
- I Basilique de la Visitation från 1900-talet finns flera helgongravar.
- I Centre culturel de Bonlieu, det moderna kulturcentrumet mitt i staden, finns bland annat ett bibliotek och en teater.
- Det luftiga och moderna Palais de justice d'Annecy.

## Befolkningsutveckling
Antalet invånare i kommunen Annecy
| Referens: INSEE |

## Vänorter
- Bayreuth (Tyskland)
- Cheltenham (Storbritannien)
- Vicenza (Italien)

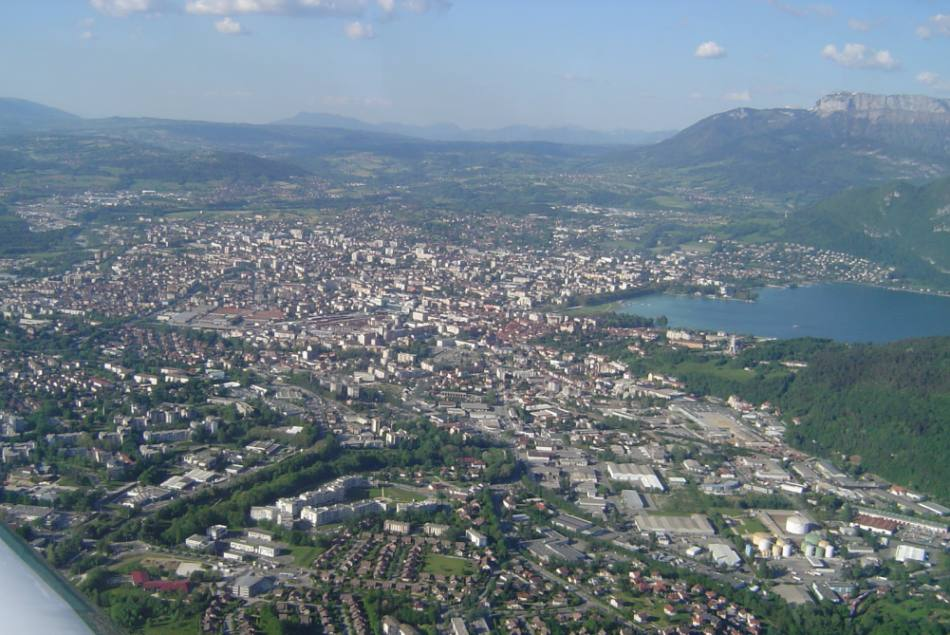
Panorama över staden
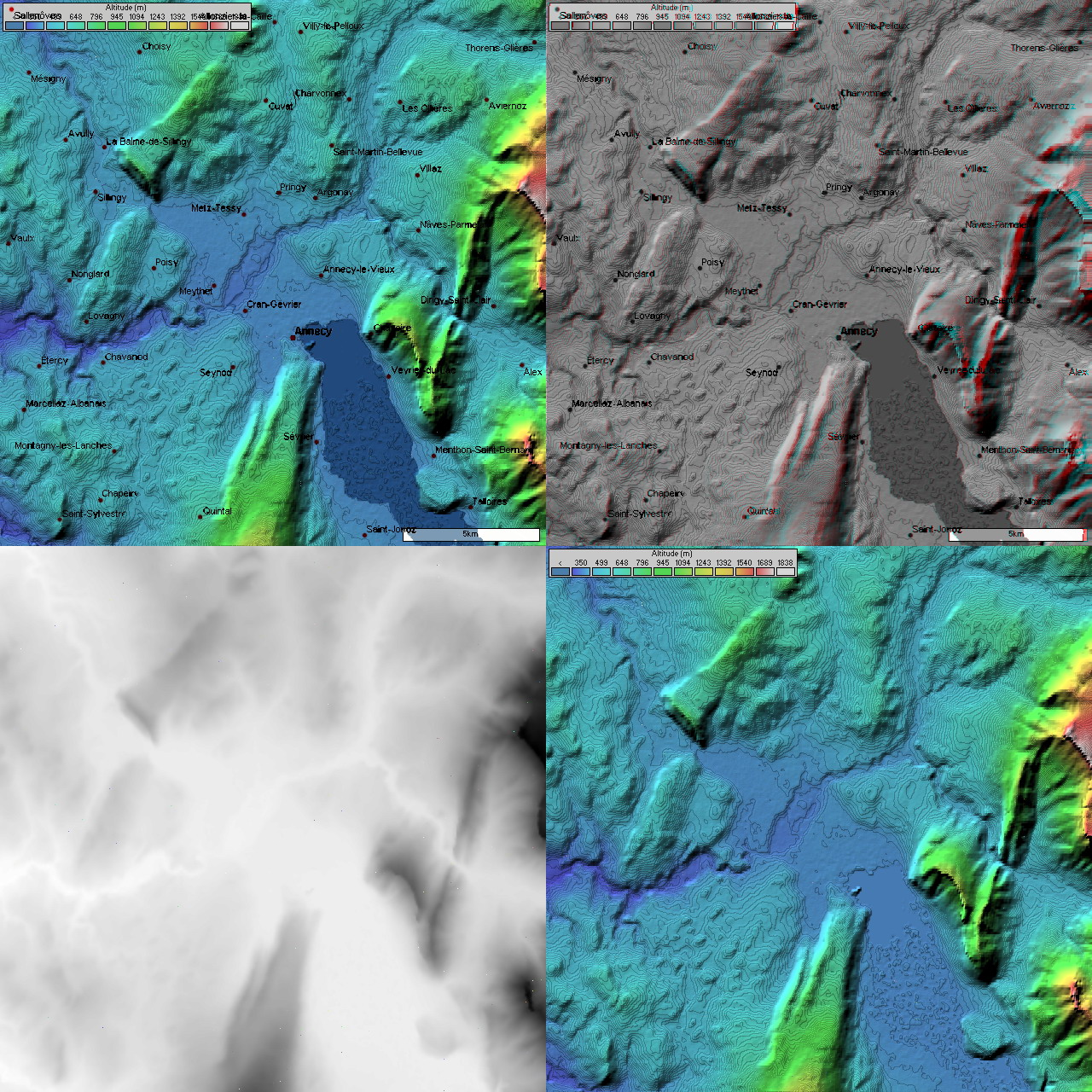
Annecys topografi
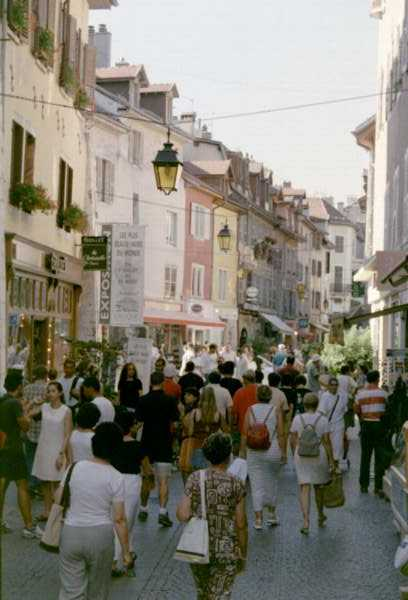
La rue Carnot
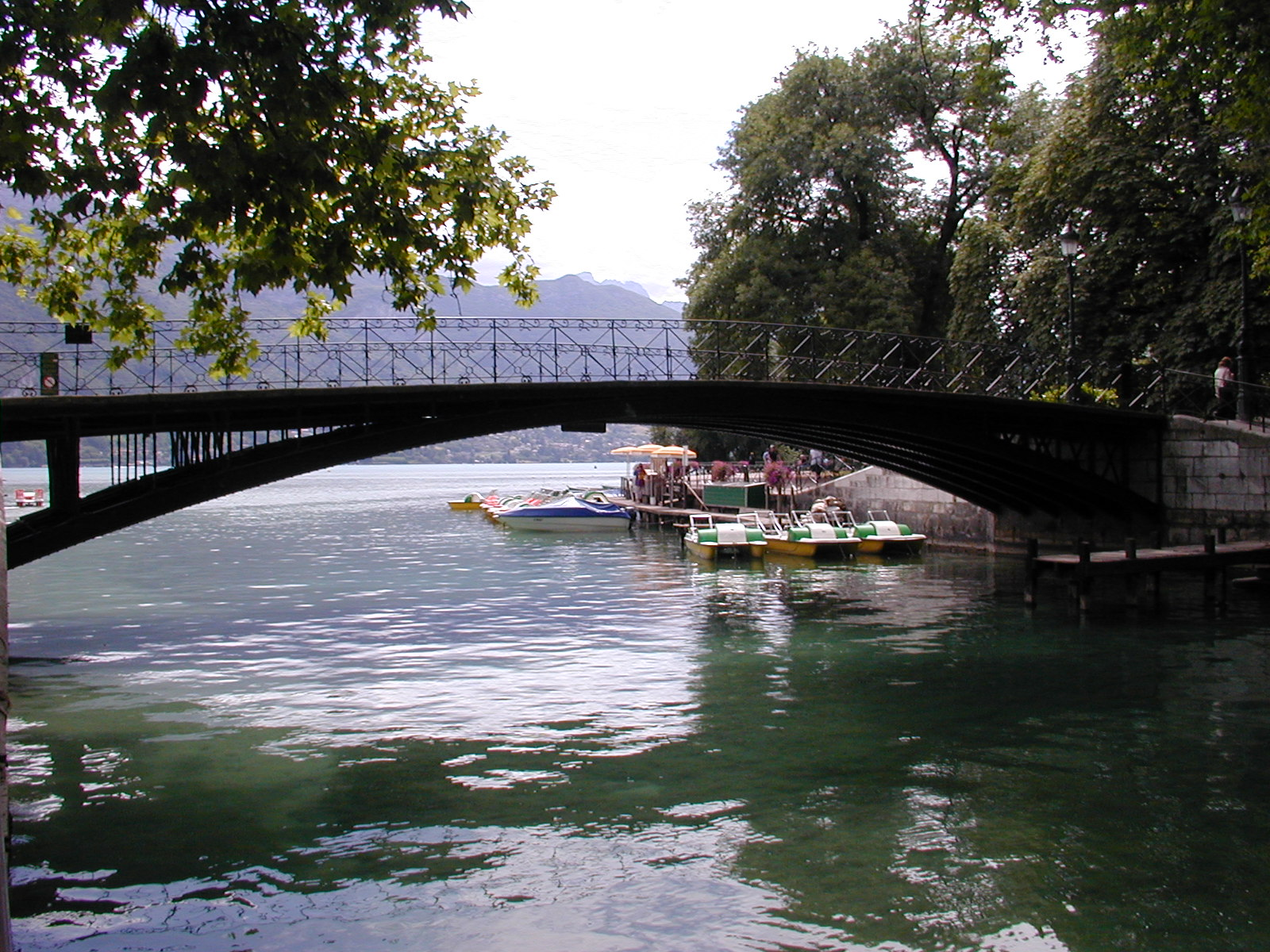
Le Pont des Amours